# Uhy
Uhy är en ort i Tjeckien.   Den ligger i regionen Mellersta Böhmen, i den centrala delen av landet, 24 km norr om huvudstaden Prag. Uhy ligger 208 meter över havet och antalet invånare är 364.
Terrängen runt Uhy är platt. Runt Uhy är det ganska tätbefolkat, med 124 invånare per kvadratkilometer. Närmaste större samhälle är Kladno, 19,4 km sydväst om Uhy. Trakten runt Uhy består till största delen av jordbruksmark.